# 李慧琳
李慧琳，原名艾米·莱昂斯（英語：Amy Lyons）是活跃在中国大陆的澳大利亚网红，即社交媒体上的名人。
她来自悉尼市，是平布尔女子中学的校友。她说，她对中国的兴趣始于2011年她最后一年的历史课，因为老师对中国非常感兴趣。作为新南威尔士大学国际商科的学生，她在2012年开始学习汉语课程，并且在2014年参加了上海复旦大学为期7个月的学生交流项目。2014年左右，她开始在澳大利亚的一家银行工作，但她并不喜欢。她还担任曼利华林加海鹰队的啦啦队，曼利海鸟队（Manly Seabirds）的啦啦队长。2015年她参加“汉语桥”汉语比赛，获得了澳大利亚的代表资格。汉语桥的制片人建议她在新浪微博开设账户，于是她便入驻新浪微博，并获得了大约1,000名粉丝。一位中国朋友给她取了中文名，她说这个名字反映了她的个性。
2017年2月，她移居北京，在清华大学学习中文，并开始学习少林功夫。抵达北京后，她决定加强社交媒体活动。2017年，她在中国各社交媒体平台上，共有6.5万粉丝。截至2017年，她最重要的社交媒体平台是秒拍。同年，她在Instagram上拥有1,100个粉丝。她在称为“筷子腿”的视频中，获得了更多的社交媒体报道。李慧琳在该视频中说，中国人希望拥有细长腿。截至2017年，该视频的观看次数超过了300万，使之成为其观看次数最多的视频。